# Shinka no Mi: Shiranai Uchi ni Kachigumi Jinsei
Shinka no Mi Shiranai Uchi ni Kachigumi Jinsei là một bộ light novel Nhật Bản do Miku viết và U35 (Umiko) minh hoạ, được đăng trong trang web Shosetsuka ni Narou từ 25 tháng 1, 2014 đến 18 tháng 1, 2023 và xuất bản dưới ấn hiệu Monster Bunko (Futabasha) từ ngày 30 tháng 9 năm 2014 đến ngày 28 tháng 12 năm 2022.

## Thông tin
Bản chuyển thể sang manga của Sorano được đăng trên các trang web Web Comic Action và Gaugau Monster.
Việc sản xuất mùa 1 đã được công bố vào 28 tháng 1, 2021.
Việc sản xuất mùa 2 đã được thông báo vào 1 tháng 4, 2022.
Tính đến tháng 12 năm 2022, lũy kế series đã vượt hơn 1 triệu bản.

## Nhân vật
Danh sách nhân vật này không đầy đủ.
Hiiragi Seiichi (柊 誠一)
Lồng tiếng bởi: Shimono Hiro
Saria (サリア)
Lồng tiếng bởi: Inada Tetsu (trước tiến hoá), Hanazawa Kana (sau tiến hoá)
Artoria Gremm (アルトリア・グレム)
Lồng tiếng bởi: Inoue Marina
Gassle Kroot (ガッスル・クルート)
Lồng tiếng bởi: Inada Tetsu
Eris McClain (エリス・マクレーヌ)
Lồng tiếng bởi: Nishio Yuuka
Lulune (ルルネ)
Lồng tiếng bởi: Nishimoto Rimi
Kannazuki Karen (神無月 華蓮)
Lồng tiếng bởi: Nanjou Yoshino
Louise Balze (ルイエス・バルゼ)
Lồng tiếng bởi: Hikasa Youko
Ngài cừu/Dê-san (羊さん)
Lồng tiếng bởi: Arai Satomi
Origa Calmeria (オリガ・カルメリア)
Lồng tiếng bởi: Kubo Yurika
Destra (デストラ)
Lồng tiếng bởi: Sawashiro Miyuki
Vitor (ヴィトール)
Lồng tiếng bởi: Sugita Tomokazu
Genpel (ゲンペル)
Lồng tiếng bởi: Fukuyama Jun
Jutis (ユティス)
Lồng tiếng bởi: Ono Daisuke
Seto Airi (世渡 愛梨)
Lồng tiếng bởi: Hanamori Yumiri
Agnos Passion (アグノス・パシオン)
Lồng tiếng bởi: Shiraishi Minoru
Helen Rosa (ヘレン・ローザ)
Lồng tiếng bởi: Tanabe Rui
Demiolos (デミオロス)
Lồng tiếng bởi: Sawashiro Chiharu
Angurea (アングレア)
Lồng tiếng bởi: Koshimizu Ami

## TV Anime
Mùa thứ nhất được phát sóng ở trên TV Tokyo cùng những đài khác tại Nhật Bản từ tháng 10 đến tháng 12, 2021. Tại Việt Nam, mùa 1 đã được phát trên kênh YouTube Ani-One Asia và Bilibili từ ngày 5 tháng 10 năm 2021.
Mùa 2 được phát sóng ở trên TV Tokyo và các đài khác Nhật Bản từ tháng 1, 2023. Tại Việt Nam, mùa hai được phát ở trên Bilibili và kênh YouTube Ani-One Asia lần lượt từ các ngày 13 và ngày 14 tháng 1 năm 2023.

### Nhân viên
|                           | Mùa 1                        | Mùa 2                                    |
| ------------------------- | ---------------------------- | ---------------------------------------- |
| Nguyên tác                | Miku                         | Miku                                     |
| Bản gốc nhân vật          | U35                          | U35                                      |
| Tổng đạo diễn             |                              | Okumura Yoshiaki                         |
| Đạo diễn                  | Okumura Yoshiaki             | Fukase Shige                             |
| Biên kịch series Kịch bản | Ichikawa Gigaemon            | Ichikawa Gigaemon                        |
| Thiết kế nhân vật         | Eda Minami                   | Hayashi Nobuhide Mitsuki Iroha           |
| Thiết kế màu sắc          | Hibi Chieko                  | Hibi Chieko                              |
| Nghệ thuật                | SAKO                         | Children's Playground Entertainment      |
| Đạo diễn nghệ thuật       | Lee Seo Gu                   | Harabe Mikihiro                          |
| Đạo diễn hình ảnh         | Imaizumi Hideki              | Imaizumi Hideki                          |
| Biên tập                  | Chaen Ichiro                 | Oka Yuuji                                |
| Đạo diễn âm thanh         | Tanaka Ryou                  | Muramatsu Hisashi                        |
| Sản xuất âm thanh         | Glovision                    | Glovision                                |
| Casting                   | Matsuki Kazami Kiso Tomokazu | Stay Luck                                |
| Âm nhạc                   | Hifumi. Inc                  | Okehazama Alisa Yano Hiroyasu Saito Yuki |
| Hỗ trợ âm nhạc            |                              | HORIPRO                                  |
| Sản xuất âm nhạc          | Tomita Akihiro Hifumi. Inc   | SCORING POSITION HORIPRO                 |
| Hãng phim                 | HOTLINE                      | HOTLINE                                  |
| Ban sản xuất              | Uỷ ban sản xuất Shinka no Mi | Uỷ ban sản xuất Shin Shinka no Mi        |

### Bài hát chủ đề
「EVOLUTiON：」南條愛乃
Chủ đề mở đầu mùa 1 do Nanjo Yoshino (南條愛乃) trình bày. Lời của yozuca*, nhạc và biên soạn nhạc bởi Kurosu Katsuhiko.
「Moonlight Walk」Poppin’Party
Chủ đề kết thúc mùa 1 do Poppin'Party trình bày. Lời của Nakamaru Kou, nhạc và biên soạn nhạc bởi Hidaka Yuuki.
「Evolution」ナノ
Chủ đề mở đầu mùa 2 do nano (ナノ) trình bày. Lời của nano, nhạc và biên soạn nhạc bởi Saito Yuki.
「Adore me」山崎エリイ
Chủ đề kết thúc mùa 2 được trình bày bởi Yamazaki Erii (山崎エリイ). Lời và nhạc bởi Shin Manahiro, biên soạn nhạc bởi Sakuma Kaoru.

### Danh sách các tập
| #                                                       | Tựa đề                                                                          | Kịch bản             | Phân cảnh                                  | Đạo diễn                                        | Tổng đạo diễn hoạt họa                          | Ngày phát sóng gốc       |
| Mùa 1                                                   | Mùa 1                                                                           | Mùa 1                | Mùa 1                                      | Mùa 1                                           | Mùa 1                                           | Mùa 1                    |
| ------------------------------------------------------- | ------------------------------------------------------------------------------- | -------------------- | ------------------------------------------ | ----------------------------------------------- | ----------------------------------------------- | ------------------------ |
| 1                                                       | Bắt đầu cuộc sống thành công (知らないうちに異世界人生！)                       | Ichikawa Gigaemon    | Okumura Yoshiaki                           | Okumura Yoshiaki                                | Han Seung Hee                                   | Ngày 5 tháng 10 năm 2021 |
| 2                                                       | Tiến hóa cuối cùng! Người đẹp khỏa thân! (最終進化！裸の美女)                   | Ichikawa Gigaemon    | Okumura Yoshiaki                           | Fujiwara Nana                                   | Han Seung Hee                                   | Ngày 12 tháng 10         |
| 3                                                       | Thảm họa Artoria (災厄のアルトリア)                                             | Satou Shinji         | Asami Takashi                              | Asami Takashi                                   | Han Seung Hee                                   | Ngày 19 tháng 10         |
| 4                                                       | Mê cung của hắc long thần (黒龍神の迷宮)                                        | Mochizuki Seiichirou | Ying Dao                                   | Endou Ryouhei                                   | Han Seung Hee                                   | Ngày 26 tháng 10         |
| 5                                                       | Tân nương "Tai họa" (災厄の花嫁)                                                | Ichikawa Gigaemon    | Kobayashi Ichizou                          | Kuriyama Yoshihide                              | Han Seung Hee                                   | Ngày 2 tháng 11          |
| 6                                                       | Hét vang tiếng yêu giữa dị thế giới (異世界の中心で愛を叫ぶ)                    | Mochizuki Seiichirou | Asami Takashi                              | Asami Takashi                                   | Han Seung Hee                                   | Ngày 9 tháng 11          |
| 7                                                       | Lulune xuất hiện! (ルルネ登場！)                                                | Satou Shinji         | Okumura Yoshiaki                           | Okumura Yoshiaki                                | -                                               | Ngày 16 tháng 11         |
| 8                                                       | Mỹ nữ của "Nữ võ thần thánh kiếm" (剣聖の戦乙女の美女)                          | Mochizuki Seiichirou | Kobayashi Ichizou                          | Maezono Fumio                                   | Han Seung Hee                                   | Ngày 23 tháng 11         |
| 9                                                       | Mèo đen Origa (黒猫のオリガ)                                                    | Satou Shinji         | Kobayashi Ichizou                          | Kanemoto Ai                                     | Han Seung Hee                                   | Ngày 30 tháng 11         |
| 10                                                      | Đế quốc Kaiser âm thầm tiếp cận (忍び寄るカイゼル帝国)                          | Mochizuki Seiichirou | Kobayashi Ichizou                          | Sasaki Sumito                                   | Han Seung Hee                                   | Ngày 7 tháng 12          |
| 11                                                      | Công hội phép thuật là mạnh nhất (魔物VSイカしたギルド)                         | Satou Shinji         | Okumura Yoshiaki                           | Okumura Yoshiaki                                | Han Seung Hee                                   | Ngày 14 tháng 12         |
| 12                                                      | Kết cục không ngờ tới?! (知らないうちに最終回！？)                              | Ichikawa Gigaemon    | Kobayashi Ichizou                          | Kanemoto Ai                                     | Han Seung Hee                                   | Ngày 21 tháng 12         |
| Mùa 2                                                   |                                                                                 |                      |                                            |                                                 |                                                 |                          |
| 1                                                       | Chào mừng đến với học viện pháp thuật Barbador (ようこそ！バーバドル魔法学園へ) | Ichikawa Gigaemon    | Okumura Yoshiaki                           | Fukase Shige                                    | Hori Mitsuaki                                   | Ngày 14 tháng 1 năm 2023 |
| 2                                                       | Làm thầy giáo khó quá đi (教師はつらいよ)                                       | Ichikawa Gigaemon    | Okumura Yoshiaki                           |                                                 | Hayashi Nobuhide Nishimoto Shingo               | Ngày 21 tháng 1          |
| 3                                                       | Seiichi, chiến đấu với lớp F (誠一 VS. Fクラス)                                 | Satou Shinji         | Okumura Yoshiaki                           |                                                 | Hayashi Nobuhide                                | Ngày 28 tháng 1          |
| 4                                                       | Gặp lại Karen Kannazuki (再会、神無月華蓮)                                      | Mochizuki Seiichirou | Kobayashi Ichizou                          | Ookubo Ryou                                     | Hayashi Nobuhide Nishimoto Shingo               | Ngày 4 tháng 2           |
| 5                                                       | Sứ đồ, tấn công (使徒、来襲)                                                    | Ichikawa Gigaemon    | Oohara Minoru                              | Sasaki Tatsuya                                  | Hayashi Nobuhide Kim Jeong Nam                  | Ngày 11 tháng 2          |
| 6                                                       | Quyết chiến! Học viện phép thuật Barbador (決戦！バーバドル魔法学園)            | Ichikawa Gigaemon    | Izumi Akihiro Yajima Ryuu                  | Oyunam                                          | Hayashi Nobuhide Nishimoto Shingo Kim Jeong Nam | Ngày 18 tháng 2          |
| 7                                                       | Seiichi tử vong (誠一、死す)                                                    | Satou Shinji         | Kobayashi Ichizou                          |                                                 | Hayashi Nobuhide Nishimoto Shingo               | Ngày 25 tháng 2          |
| 8                                                       | Tứ thiên vương đến trong âm thầm (忍び寄る四天王)                               | Mochizuki Seiichirou | Oohara Minoru Yajima Ryuu                  | Hayashi Nobuhide Nishimoto Shingo Kim Jeong Nam | Ngày 4 tháng 3                                  |                          |
| 9                                                       | Kemper gương biến (鏡変のゲンペル)                                              | Ichikawa Gigaemon    | Kobayashi Ichizou                          | Yajima Ryuu Takatori Seiya                      | Hayashi Nobuhide Nishimoto Shingo               | Ngày 11 tháng 3          |
| 10                                                      | Vitru đồng cảm (共鳴のヴィトール)                                               | Satou Shinji         | Yamanaka Shouhei Izumi Akihiro Yajima Ryuu | Okumura Yoshiaki Oyunam                         | Hayashi Nobuhide Nishimoto Shingo Kim Jeong Nam | Ngày 18 tháng 3          |
| 11                                                      | Dijkstra Tuyệt Tử (絶死のデストラ)                                              | Mochizuki Seiichirou | Oohara Minoru                              | Ookubo Ryou Takatori Seiya                      | Hayashi Nobuhide Nishimoto Shingo Kim Jeong Nam | Ngày 25 tháng 3          |
| Tựa đề tiếng Việt được lấy từ kênh YouTube Ani-One Asia |                                                                                 |                      |                                            |                                                 |                                                 |                          |

### BD
|       | Ngày phát hành tiếng Nhật | Bao gồm | Mã tiếng Nhật | Mã tiếng Nhật |
| BD    | Ngày phát hành tiếng Nhật | Bao gồm | DVD           |               |
| Mùa 1 | Mùa 1                     | Mùa 1   | Mùa 1         | Mùa 1         |
| ----- | ------------------------- | ------- | ------------- | ------------- |
| BOX   | 29 tháng 6, 2022          | 12 tập  | DMPXA-243     | -             |
| Mùa 2 |                           |         |               |               |
| BOX   | 26 tháng 5, 2023          | 12 tập  | KWXA-2870     | KWBA-2871     |

### Web Radio
Vào ngày 22 tháng 10 năm 2021, chương trình radio trên internet "Shinka no Mi: Shiranai Uchi ni Kachigumi Radio" (進化の実〜知らないうちに勝ち組ラジオ〜) đã được phát hành ở trong kênh YouTube chính thức. Dẫn chương trình là Inada Tetsu lồng tiếng cho Gassle Kroot, Saria (trước khi tiến hoá) và Shimono Hiro phụ trách lồng tiếng cho Hiiragi Seiichi. Hanazawa Kana lồng tiếng cho nhân vật Saria (sau tiến hoá) và cũng tham gia chương trình với tư cách khách mời.
Chương trình web radio mùa thứ hai có tựa đề "Shin Shinka no Mi Shiranai Uchi ni Kachigumi Radio" (真・進化の実〜知らないうちに勝ち組ラジオ〜) được phát trên kênh YouTube chính thức bắt đầu từ ngày 14 tháng 1 năm 2023. Dẫn chương trình bởi hai diễn viên Inada Tetsu lồng tiếng cho Saria, Gassle Kroot và Shimono Hiro lồng tiếng cho Hiiragi Seiichi.

### Light novel
- Tổng 15 quyển

| #  | Tựa đề                                             | Tiếng Nhật                 | Tiếng Nhật                   | Tiếng Nhật        |
| #  | Tựa đề                                             | Ngày xuất bản lần đầu tiên | Ngày phát hành               | ISBN              |
| -- | -------------------------------------------------- | -------------------------- | ---------------------------- | ----------------- |
| 1  | Shinka no Mi: Shiranai Uchi ni Kachigumi Jinsei 1  | Ngày 1 tháng 10 năm 2014   | Ngày 30 tháng 9 năm 2014     | 978-4-575-75006-5 |
| 2  | Shinka no Mi: Shiranai Uchi ni Kachigumi Jinsei 2  | Ngày 2 tháng 2 năm 2015    | Ngày 30 tháng 1 năm 2015     | 978-4-575-75022-5 |
| 3  | Shinka no Mi: Shiranai Uchi ni Kachigumi Jinsei 3  | Ngày 1 tháng 7 năm 2015    | Ngày 30 tháng 6 năm 2015     | 978-4-575-75047-8 |
| 4  | Shinka no Mi: Shiranai Uchi ni Kachigumi Jinsei 4  | Ngày 2 tháng 2 năm 2016    | Ngày 30 tháng 1 năm 2016     | 978-4-575-75072-0 |
| 5  | Shinka no Mi: Shiranai Uchi ni Kachigumi Jinsei 5  | Ngày 31 tháng 8 năm 2016   | Ngày 30 tháng 8 năm 2016     | 978-4-575-75103-1 |
| 6  | Shinka no Mi: Shiranai Uchi ni Kachigumi Jinsei 6  | Ngày 31 tháng 5 năm 2017   | Ngày 30 tháng 5 năm 2017     | 978-4-575-75140-6 |
| 7  | Shinka no Mi: Shiranai Uchi ni Kachigumi Jinsei 7  | Ngày 31 tháng 12 năm 2017  | Ngày 28 tháng 12 năm 2017    | 978-4-575-75180-2 |
| 8  | Shinka no Mi: Shiranai Uchi ni Kachigumi Jinsei 8  | Ngày 2 tháng 10 năm 2018   | Ngày 29 tháng năm 9 năm 2018 | 978-4-575-75222-9 |
| 9  | Shinka no Mi: Shiranai Uchi ni Kachigumi Jinsei 9  | Ngày 1 tháng 5 năm 2019    | Ngày 30 tháng 4 năm 2019     | 978-4-575-75242-7 |
| 10 | Shinka no Mi: Shiranai Uchi ni Kachigumi Jinsei 10 | Ngày 31 tháng 12 năm 2019  | Ngày 28 tháng 12 năm 2019    | 978-4-575-75259-5 |
| 11 | Shinka no Mi: Shiranai Uchi ni Kachigumi Jinsei 11 | Ngày 2 tháng 8 năm 2020    | Ngày 30 tháng 7 năm 2020     | 978-4-575-75272-4 |
| 12 | Shinka no Mi: Shiranai Uchi ni Kachigumi Jinsei 12 | Ngày 2 tháng 3 năm 2021    | Ngày 27 tháng 2 năm 2021     | 978-4-575-75284-7 |
| 13 | Shinka no Mi: Shiranai Uchi ni Kachigumi Jinsei 13 | Ngày 3 tháng 10 năm 2021   | Ngày 30 tháng 9 năm 2021     | 978-4-575-75297-7 |
| 14 | Shinka no Mi: Shiranai Uchi ni Kachigumi Jinsei 14 | Ngày 2 tháng 4 năm 2022    | Ngày 30 tháng 3 năm 2022     | 978-4-575-75304-2 |
| 15 | Shinka no Mi: Shiranai Uchi ni Kachigumi Jinsei 15 | Ngày 31 tháng 12 năm 2022  | Ngày 28 tháng 12 năm 2022    | 978-4-575-75318-9 |

### Manga
| # | Tựa đề                                                    | Tiếng Nhật                 | Tiếng Nhật                | Tiếng Nhật        |
| # | Tựa đề                                                    | Ngày xuất bản lần đầu tiên | Ngày phát hành            | ISBN              |
| - | --------------------------------------------------------- | -------------------------- | ------------------------- | ----------------- |
| 1 | Shinka no Mi: Shiranai Uchi ni Kachigumi Jinsei 1 (Comic) | Ngày 28 tháng 2 năm 2018   | Ngày 28 tháng 2 năm 2018  | 978-4-575-41021-1 |
| 2 | Shinka no Mi: Shiranai Uchi ni Kachigumi Jinsei 2 (Comic) | Ngày 31 tháng 10 năm 2018  | Ngày 31 tháng 10 năm 2018 | 978-4-575-41034-1 |
| 3 | Shinka no Mi: Shiranai Uchi ni Kachigumi Jinsei 3 (Comic) | Ngày 30 tháng 8 năm 2019   | Ngày 30 tháng 8 năm 2019  | 978-4-575-41066-2 |
| 4 | Shinka no Mi: Shiranai Uchi ni Kachigumi Jinsei 4 (Comic) | Ngày 30 tháng 1 năm 2020   | Ngày 30 tháng 1 năm 2020  | 978-4-575-41097-6 |
| 5 | Shinka no Mi: Shiranai Uchi ni Kachigumi Jinsei 5 (Comic) | Ngày 30 tháng 7 năm 2020   | Ngày 30 tháng 7 năm 2020  | 978-4-575-41140-9 |
| 6 | Shinka no Mi: Shiranai Uchi ni Kachigumi Jinsei 6 (Comic) | Ngày 29 tháng 1 năm 2021   | Ngày 30 tháng 1 năm 2021  | 978-4-575-41202-4 |
| 7 | Shinka no Mi: Shiranai Uchi ni Kachigumi Jinsei 7 (Comic) | Ngày 30 tháng 9 năm 2021   | Ngày 30 tháng 9 năm 2021  | 978-4-575-41302-1 |
| 8 | Shinka no Mi: Shiranai Uchi ni Kachigumi Jinsei 8 (Comic) | Ngày 15 tháng 9 năm 2022   | Ngày 15 tháng 9 năm 2022  | 978-4-575-41418-9 |
| 9 | Shinka no Mi: Shiranai Uchi ni Kachigumi Jinsei 9 (Comic) | Ngày 15 tháng 3 năm 2023   | Ngày 15 tháng 3 năm 2023  | 978-4-575-41611-4 |